# Бенджамін Стіл
Бенджамін Джозеф Стіл (нар. 27 травня 1978) — колишній тайт-енд і тренер Національної футбольної ліги (НФЛ). Він є помічником тренера по лінії нападу у Minnesota Vikings . Він тренував тайт-енди за Atlanta Falcons, а раніше грав за Green Bay Packers. Стіл грав у колегіальний м'яч у коледжі Форт-Льюїса та в коледжі штату Меса, а також професійно грав 6 сезонів у НФЛ. Стил забив свій єдиний тачдаун у НФЛ від Аарона Роджерса під час першої гри Роджерса в НФЛ.

## Ігрова кар'єра
Стіл грав професійно з 2001 по 2007 рік після того, як прийшов до НФЛ як вільний агент без драфта. Свою кар'єру він провів у «Сан-Франциско Фортинайнерс», «Окленд Рейдерс», «Міннесота Вайкінгс», «Сіетл Сігокс», «Грін-Бей Пекерс» і «Г'юстон Тексанс».

## Тренерська кар'єра
В 2019 році Стіл приєднався до «Атланта Фалконс» як помічник в атаці після того, як провів попередні п'ять сезонів у «Тампа-Бей Баккенірс». З 2017 по 2018 рік Стіл був тренером «Буканірс». 5 лютого 2020 року «Соколи» підвищили Стіла до тренера. Після того, як спочатку планувалося стати аналітиком для Оберна, 23 липня 2021 року Стіл був прийнятий на посаду помічника тренера наступальної лінії для «Міннесота Вайкінгс».

## Зовнішні посилання
- Коричневий профіль [Архівовано 6 травня 2021 у Wayback Machine.]